# 浙江画派
浙江画派，简称浙派，乃明代以江浙地區為中心的職業畫派。在山水畫方面，承繼了南宋院畫馬遠、夏圭的構圖與畫風，並融會北宋郭熙、李唐的大山水意識，以戴進、吳偉、藍瑛為浙派三大名家。在花鳥畫方面，以呂紀為代表，多以富吉祥寓意之禽鳥為題材，用放逸水墨描寫樹石坡渚襯托精筆刻畫的動物形姿。在職業畫與文人畫的抗衡交流中，浙派繪畫與時代進行深度的對話，影響著後繼與之並稱的「吳派」等繪畫流派。浙派繪畫浙派繪畫注重題材的生活意義，深入民間，帶動一股新的審美情趣，頗具市場價值及商業利益，受收藏家喜愛，亦深深影響著東北亞其他地區的繪畫藝術。

## 浙派的源流和界定
中國繪畫中的「浙派」乃指明代時以江浙地區為中心的「職業畫家」畫派。但在明代早期，這些畫家並沒有將自己歸類為同一畫派──「浙派」之中，到了明晚期他們才有群體觀念的形成，而「浙派」這項歸類也首見於明晚期董其昌所著的《畫禪室隨筆》中，其文提及：「元季四家、浙家居其三、王叔明湖州人，黃子久衢州人，吳仲圭錢塘人，唯倪元鎮無錫人耳。江山靈氣盛衰故有時。國朝名士僅僅戴文進為武林人，已有浙派之目」可見當時浙江籍畫家已有相當影響力，且「浙派」做為一個群體的概念已形成。同時代的沈顥（1586～約1661以後）更在《畫塵》中，進一步分析董其昌的南北分宗論。

禪與畫具有南北宗，分也同時，氣運復相敵也。南有王摩詰，栽構高秀，出韻幽澹，為文人開山，……慧燈無盡。北則有李思訓，風骨奇削，揮掃躁硬，為行家建幢，若趙幹、伯居、伯驌、馬遠、夏珪，以及戴文進、吳小仙、張平山輩，日就孤禪‧衣缽塵土……

可見沈顥將浙派放入北綜脈絡，認為其承繼南宋馬遠、夏珪的傳統，乃「行家」之系統，用以對比文人畫家代表的「利家」。

## 承繼的傳統
浙派起於江浙一帶，乃南宋定都之地，因此在構圖與畫風皆承襲南宋院畫畫家馬遠（活動於1189～1225年左右）和夏圭（活動於1180～1230年前後）的風格。構圖正好如「馬一角」與「夏半邊」一般，採邊角構圖，將重點的山、樹或是屋舍，放置在畫面的邊角，而非中央。在筆法上也與承繼馬夏風格，以犀利的斧劈皴描繪山石的堅硬；人物方面，則用落筆較粗，收筆轉細的「釘頭」線條，仔細畫出人物衣服因重量造成的垂墜；用筆墨勾勒遠山輪廓在用水墨暈染，讓背景的山水帶有江南霧氣氤氳之感，並以留白和墨色深淺的差異，表現寬廣的空間感。除效仿馬夏傳統之外，浙派也融合北宋的李唐（1066年～1150年）與郭熙（約1000年～約1087年後）對於雄偉山形的追求，在部分的畫作上也可看到近似北宋華北「大山水」的呈現。

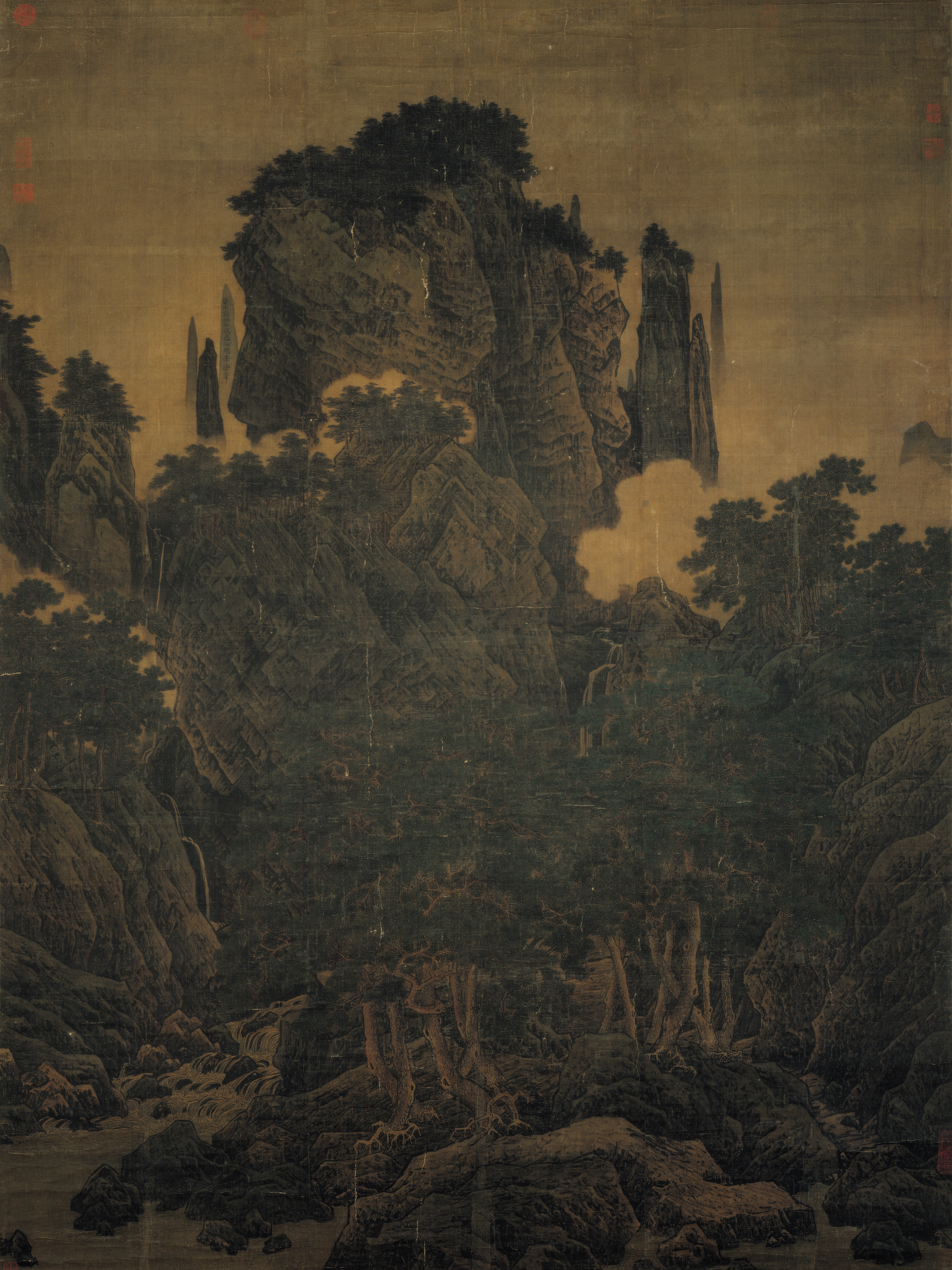
李唐《萬壑松風》
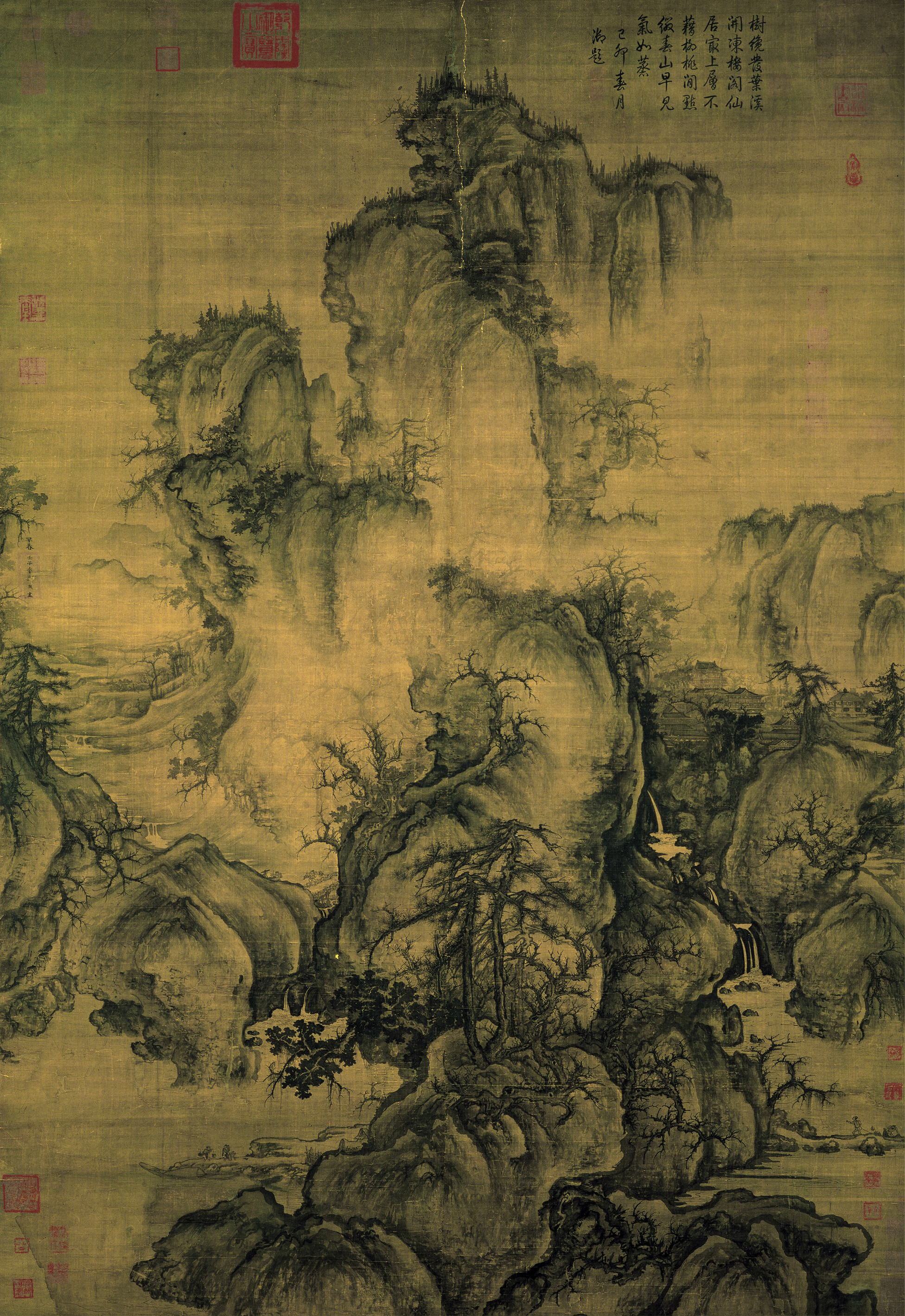
郭熙《早春圖》
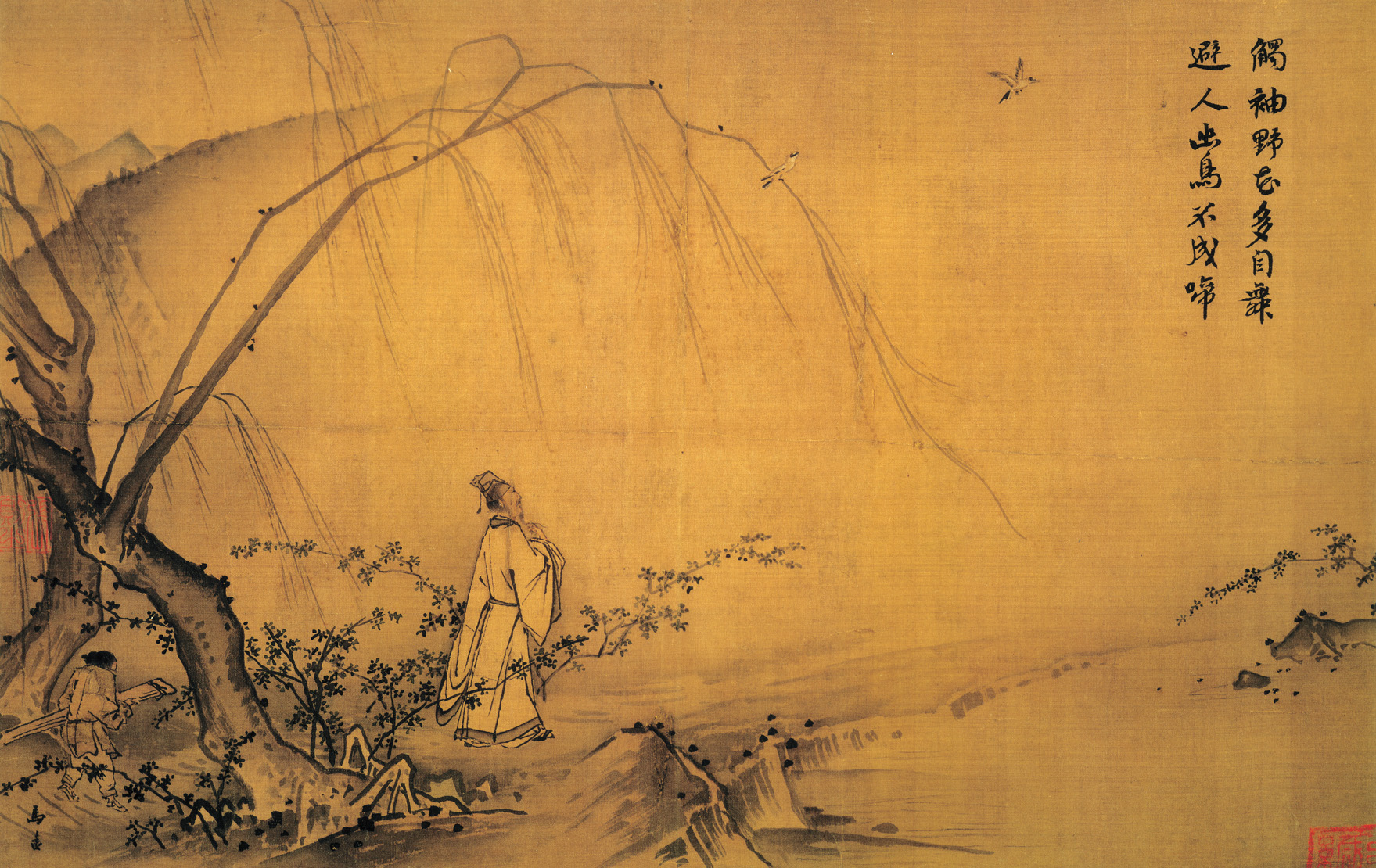
馬遠《山徑春行圖》
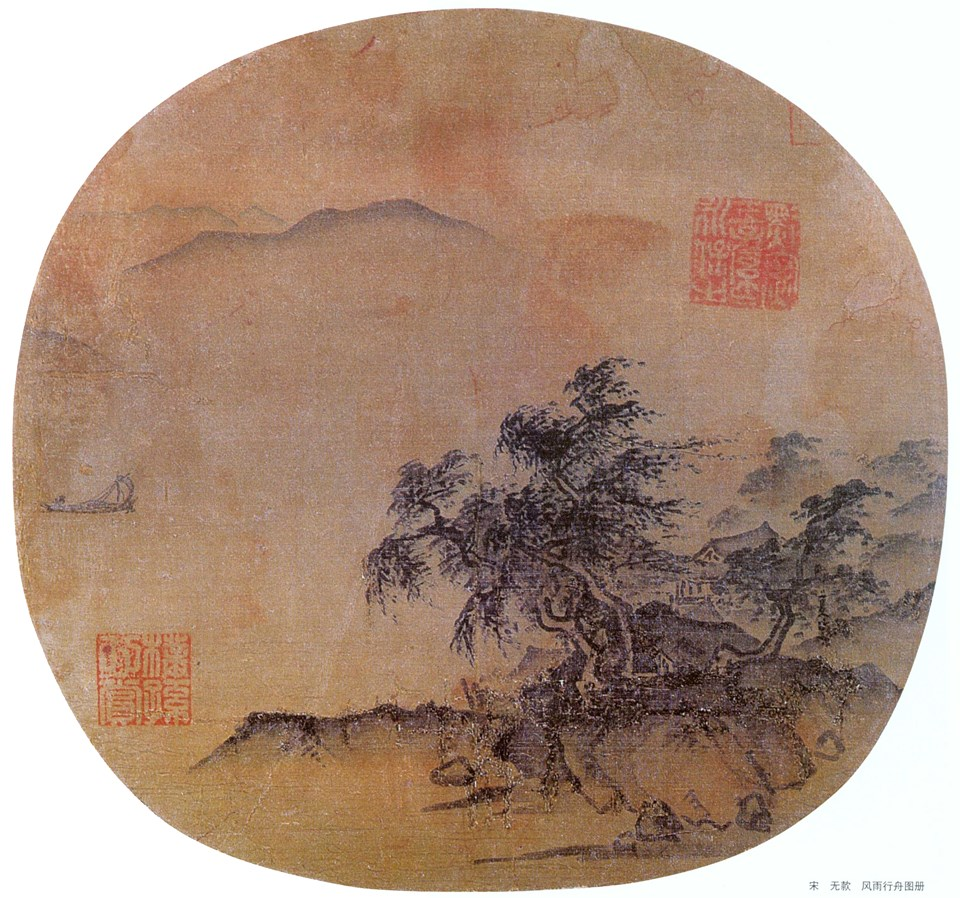
夏珪《風雨行舟圖》

## 風格特色

### 山水
明代浙派山水畫承襲南宋馬、夏之遺風，以戴進為創始人，其技藝超群，追隨者眾，遂成一派。董其昌於《容台别集·画旨》中提到：「國朝名士，僅戴進為武林（杭州）人，方有浙派之目。」浙派山水取法於南宋李唐、馬遠、夏圭，多作斧劈皴，行筆頓跌，有「鋪敘遠近」、「疏豁虛明」的特色。到明孝宗時，他本人特別喜愛馬、夏山水，將自己最喜愛之畫家王諤贊為「今之馬遠」，對戴進一派大加提倡，使浙派山水蔚為風潮。
左邊這幅為戴進的《風雨歸舟》，描繪暴雨降臨的瞬間，風雨交加，江面小舟擺盪，行人迎風而行的情景。廣闊水面漫天風雨斜掃群峰，林樹搖曳不止，間有舟橋貫連。溪橋趕路的農夫、路人，披簑戴傘撐船漁民，平添這幅圖一股生活氣息。空間布局採高遠三段式構圖，遠山峰巒直下而未著墨山腳，染多於皴。近、中景山水雨景朦朧，各類樹木頓挫粗細富變化。運用「水墨暈染」的技法，以闊筆淡墨，快速斜掃出風雨、竹、樹、葦葉、蓑衣等迎風俯偃的動勢，同時藉由山水虛實掩映形象，來表現狂風驟雨的自然景致。戴進以自然中風雨雲霧為創作主題，可追溯到南宋夏圭的傳統，但比起宋代院畫其構圖動勢更加強烈，筆墨也益發奔放恣縱，確立了浙派山水的基本風範，為後世所楷模。
右邊這幅則是戴進的《春遊晚歸》，描繪一位文士在一片暮靄蒼茫、桃花盛開的江南遊春歸來之情景。構圖上景物多置於畫面右側，左側相對空曠；最上層為遠處高山，中景為雲霧繚繞的山腰樓閣，近景為長松坡石，有座石橋可渡往畫面右下方的庭院。點景人物生動活潑，如持傘童子、提著燈籠應門的僕人、河堤上荷鋤而歸的農夫、遠方農舍餵食家禽之農婦，形成祥和寧靜的人文景致。本畫山水筆觸及渲染設色細膩，呈現出高貴雅緻的格調，其受到南宋馬遠的影響頗深，而進一步強調筆墨的豐富效果。推測可能為戴進停留於北京時期之作品。

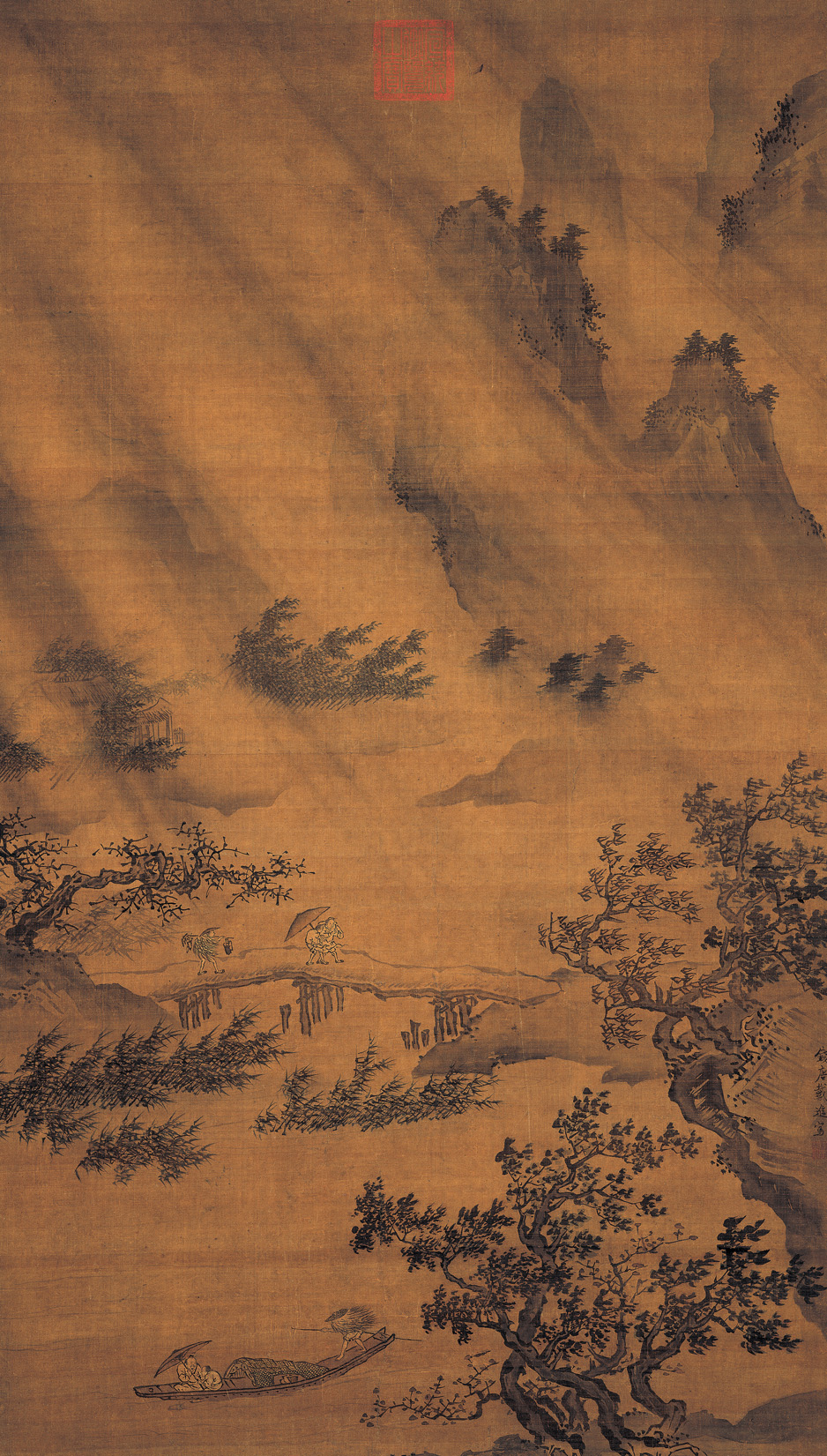
風雨歸舟，台北国立故宫博物院藏
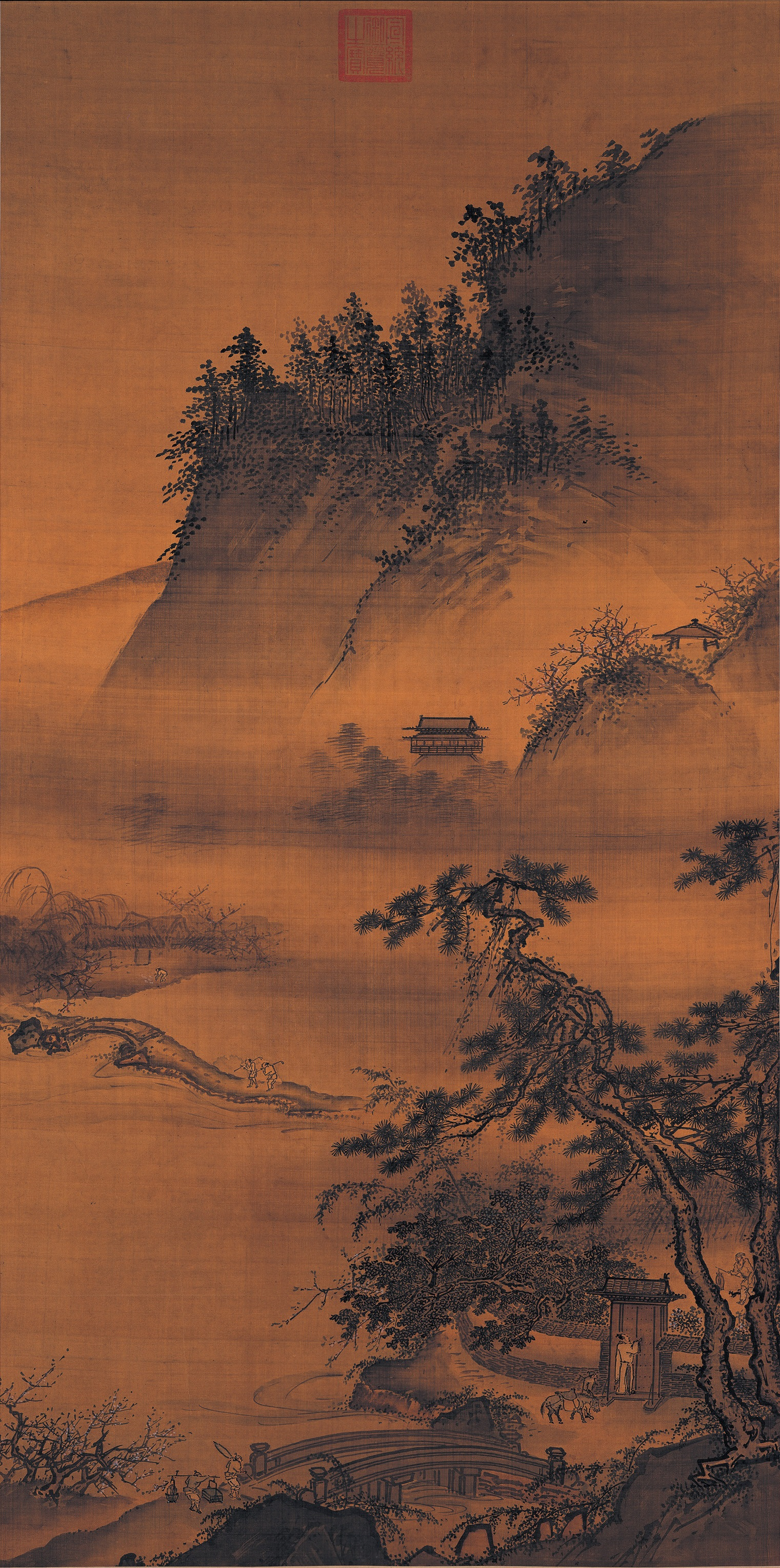
春遊晚歸图，絹本設色 纵167.9厘米 横83.1厘米 台北國立故宮博物院藏

### 花鳥
明代花鳥畫風格多樣，工筆、寫意各有才人出，佳作迭現。其中，浙江畫家呂紀便是當時的代表人物之一。呂紀（1477~?）多以鳳凰、孔雀、鶴、鴛鴦等寓意吉祥之禽鳥為題材，將其置於樹石坡岸的背景中，以山石的靜默素樸襯托禽鳥的生動豔麗，用放逸的水墨寫樹石坡渚，用精細的筆觸刻畫動物的形體姿態。工粗兼擅，形神皆備，形成了自己的風格，也創立了明代院體花鳥畫的標準體格，後繼無數。此外，梅、竹、菊畫等亦盛行於明代浙江畫壇。
近來學者推測，呂紀於弘治時初入宮，受孝宗高度賞識，為孝宗朝繪畫品味的代表之一。左邊這幅為呂紀的《杏花孔雀圖》，以一姿態優雅之勝開杏花樹圈圍出一對姿態各異的孔雀，紅白牡丹盛開，樹梢麻雀跳躍，用色華麗細緻，呈現出熱鬧而不失優雅的景象。杏花象徵春天，孔雀、牡丹象徵富貴，而「雀」與「爵」諧音，暗指加官晉爵，深具吉祥寓意，為當時花鳥畫的一大特色。
除了呂紀外，當時也有一名家林良，善以豪放的沒骨水墨捕捉生物的動態，為繼邊文進後明代宮廷最重要的花鳥畫家之一。在林良的花鳥畫中，畫鷹的創作甚多，學習元末明初張舜咨和邊文進的風格。明代宮廷承襲了元代對畫鷹題材的興趣，但內涵從原本作為一個攻擊者與隱居者的隱喻，到了明初變成有英雄、勇氣及王者的意涵。右圖為林良之《畫鷹圖》，他以擅長的寫意技法，描繪雙鷹瞵視昂藏的風姿，以充滿力道的筆墨展現背景老樹的蒼勁，全圖傳達出堅毅與勇氣等王者風範之意涵。

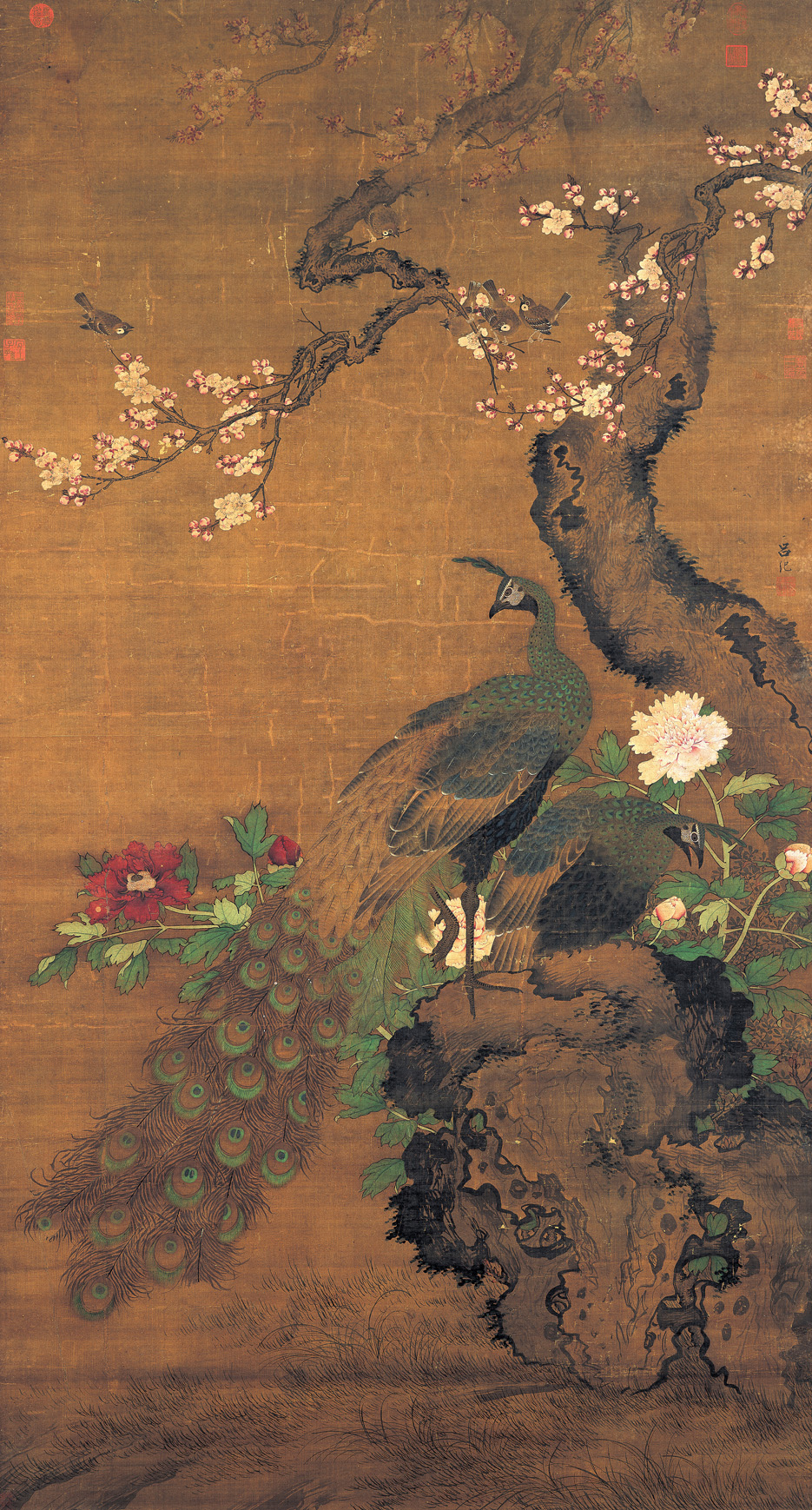
杏花孔雀
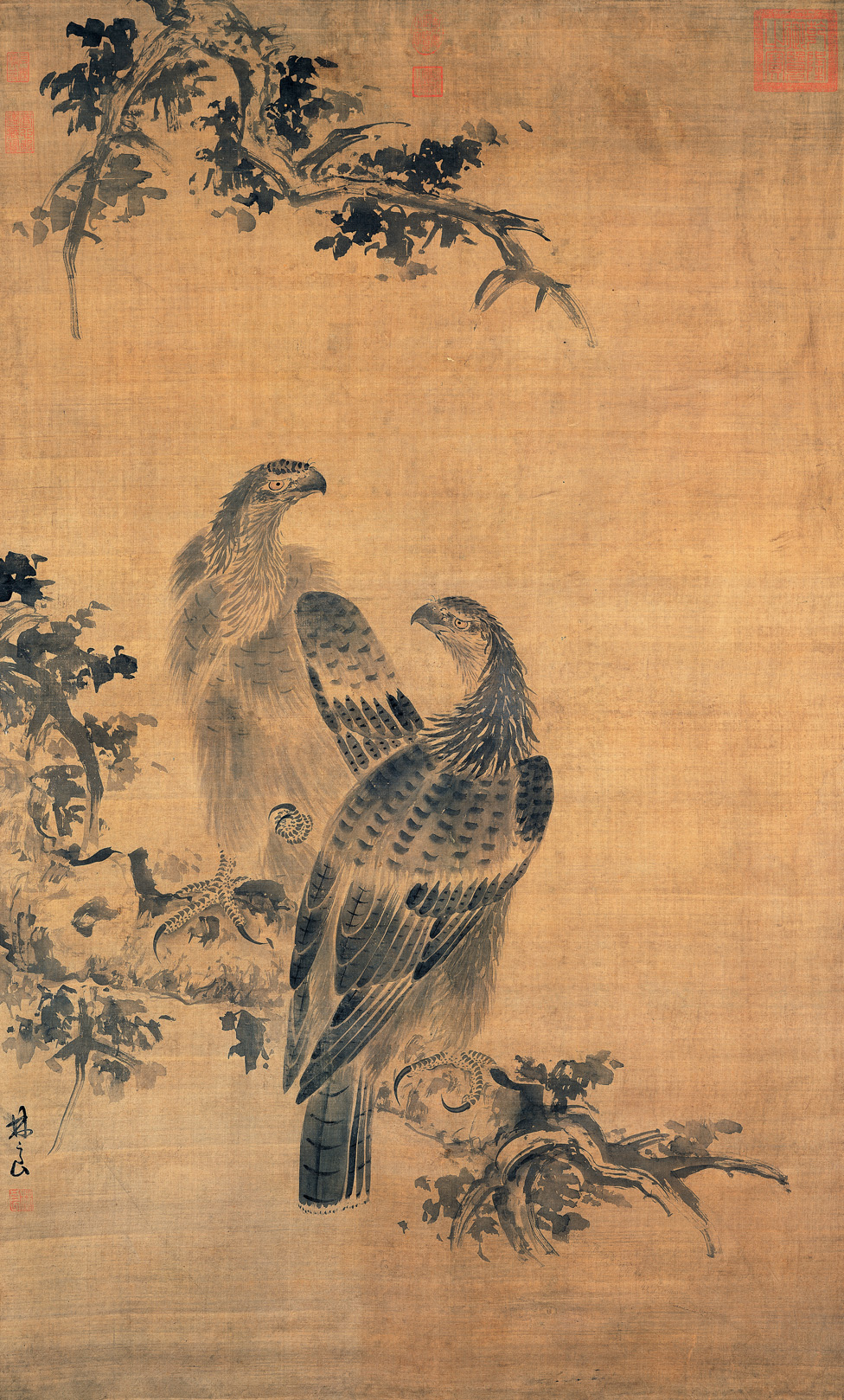
畫鷹

### 人物
雖然明代人物畫不及山水、花鳥畫來的盛行，浙江亦是出了畫史留名的名家如陳洪綬。另外，戴進、謝環等山水畫家也兼工人物畫。在繪畫技法上，明代人物畫承繼前代傳統，如李公麟的白描、院畫的工筆、梁楷的水墨等。題材以歷史人物畫為主，也有反映現實生活與風俗的作品。

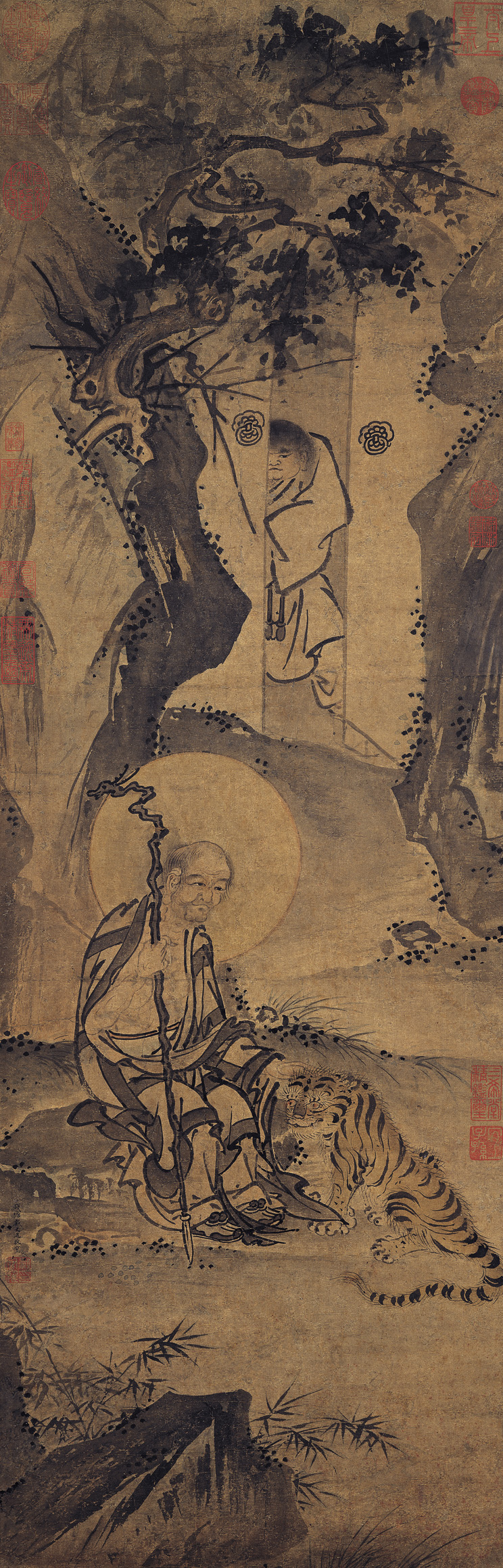
畫羅漢，紙本設色 纵113.9厘米 横36.7厘米 台北國立故宮博物院藏

## 和明代畫院的關係
明代浙派的形成與發展，和宮廷之間有密不可分的關係。來自南方浙江、福建地區的畫家們，在民間和皇室貴族的贊助下，流動於中央與地方朝廷間，透過彼此學習、交流並融合古今畫派技法，成就了後世所稱的「浙派」。
新帝國的創建，需要大量的畫作來裝飾宮殿廟宇，而社會經濟的繁榮更刺激了民間繪畫交易的蓬勃興盛，這些官方與民間的共同需求促成了浙派的形成與發展。明朝永樂(1403~24)、宣德(1426~35)年間，宮廷繪畫機構的設置逐漸完備，繼承著南宋宮廷畫派傳統的地方民間畫家，如邊文進、商喜、戴進、李在、石銳（一稱石芮）、倪端、周文靖等，紛紛受召進宮任職。當時畫家們多供奉於由內府太監管轄之文華殿、武英殿和仁智殿，被授予「待詔」、「中書」等職。宣德以後，也有畫家被授以「錦衣衛」的武職。
明朝宮廷畫家其職似五代兩宋，以宣揚帝威德政、君臣倫常為主，畫家們多有描繪帝后御容的肖像畫、紀錄帝王宮廷生活之行樂圖、帶有表揚忠孝節義或招賢禮士的歷史故事題材，迎合當時皇帝的品味；另有繪製象徵皇權、神仙色彩濃厚的青山綠水，及具備裝飾性與吉祥意義的花鳥畫。

## 分期與代表人物
浙派畫家大致可分為三類：

### 浙派的創始期（明初）
- 以戴進為代表──嫡系傳派（浙派以戴進的籍貫而命名，為錢塘人）

提起浙派，首先得說杭州，自南宋建都後，由於皇室的重視，設立畫院，招徠四方人才，使得杭州成為繪畫的中心。由於明初統治者喜好剛建雄放、豪放粗獷的氣格，明朝歷經洪武、永樂後，到宣德初期，國家逐漸自安定走向富庶，於是以李在、周文靖等人所承襲的畫風得到迅速發展。
戴進為當時人物（1388～1462），其藝術創作與其生平遭遇有密切相關，早期主要為臨學南宋院體馬夏一路為宗，居住家鄉隨父學畫，由製造金銀飾品的鍛工改學繪畫，故擅長精工細謹的畫法，以《三顧茅廬圖》、《風雨歸舟圖》代表早期山水畫風。

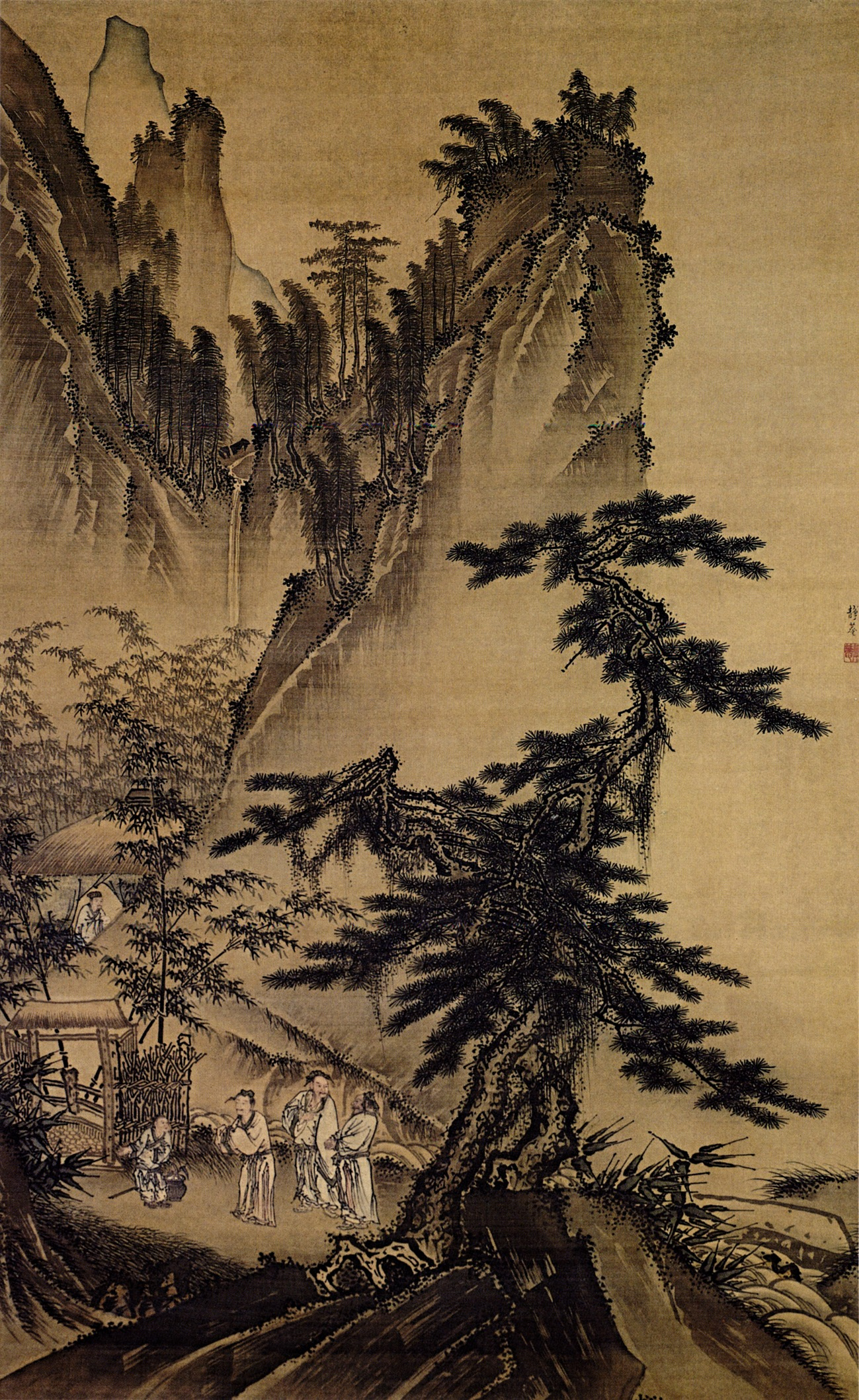
三顧茅廬圖，絹本墨筆 縱172.2厘米 橫107厘米 北京故宮博物院藏
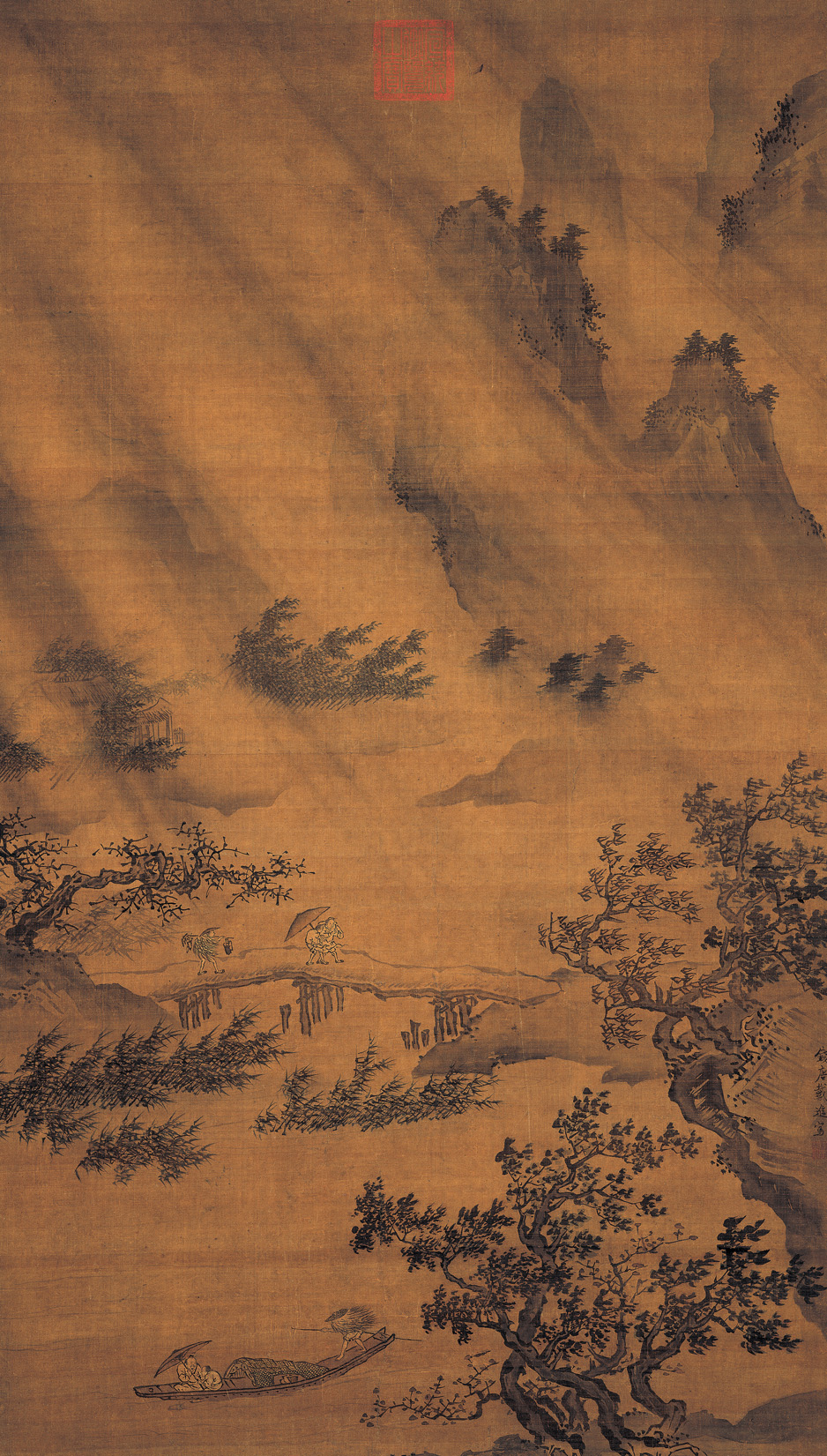
風雨歸舟，台北國立故宮博物院藏

中期則在劉李馬夏四家基礎下，遍學宋元諸家、兼容並蓄，尤其是文人水墨的寫意畫法，畫風奇詭多變又沉郁雋麗，而其中年旅羈北京，進入畫院，頗受皇家重視，然遭同僚讒言被迫離開，但仍駐居京城，與名臣雅士結交、宮廷畫家交往，使自身的人文思想與藝術技藝得到全面的發展，以《春酣圖》、《鍾馗夜遊圖》為其中山水、人物的代表作。

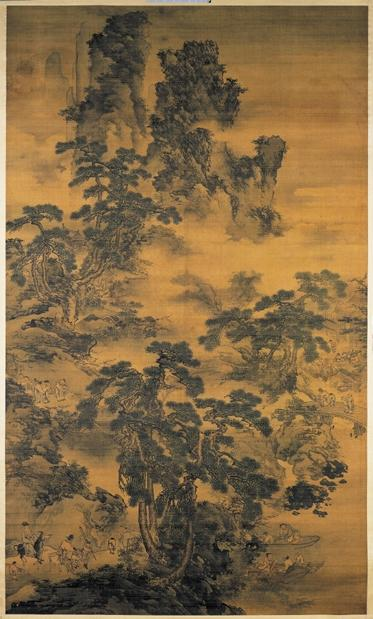
春酣圖 291.3x171.5公分&全幅 216公分
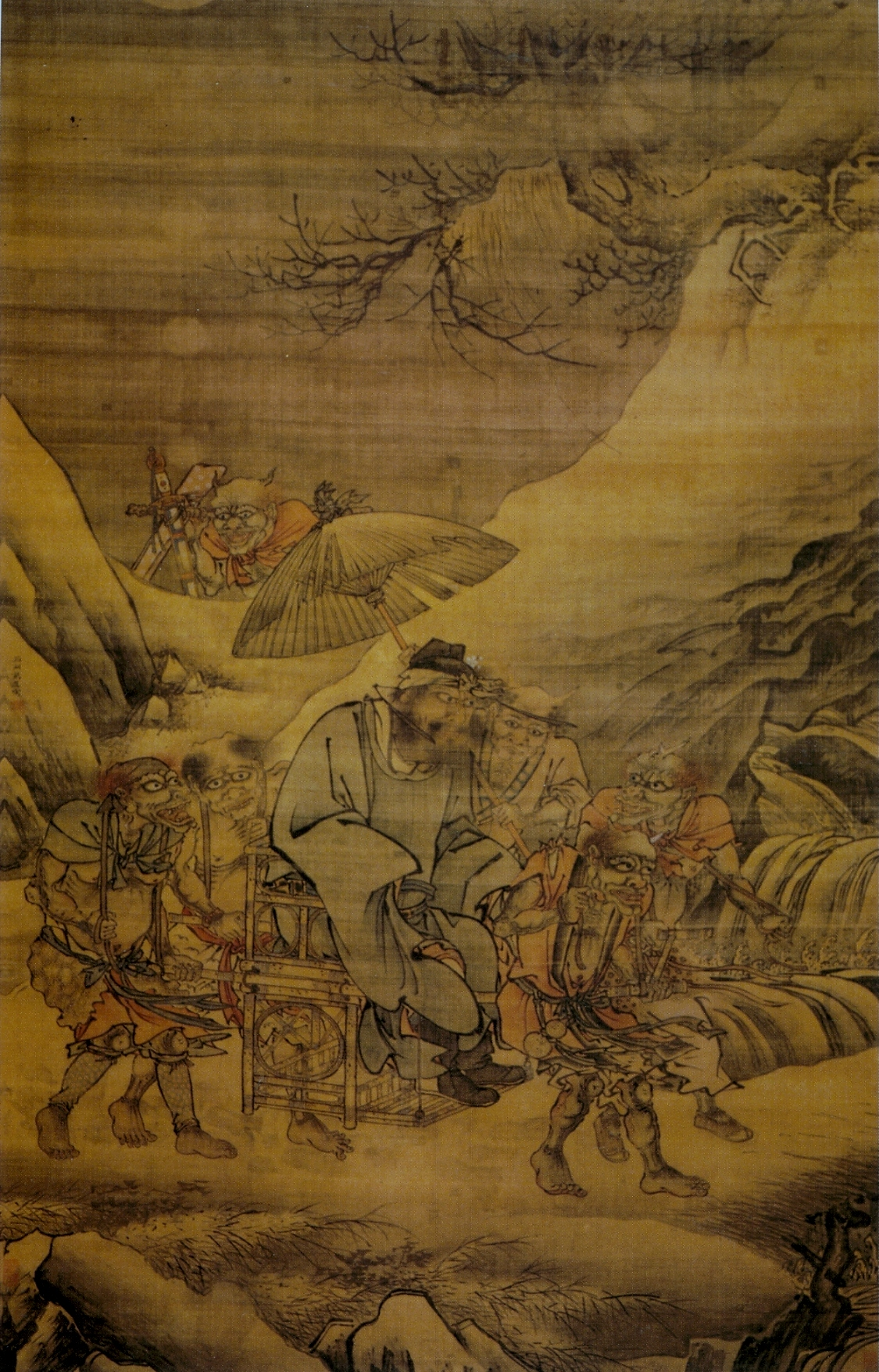
鍾馗出山圖 北京故宮博物院藏

晚年創作及南北二宗（董其昌提出來的）為一體，匯利家與行家，「行家」就是職業畫家，而「利家」則是非以畫為職業的業餘畫家，為文人畫為主。集諸家之大成，成一家之風範，畫風灑脫縱放、簡逸自如，為戴進返家杭州定居，思新變法、潛心藝事，有集院體畫與文人畫為一體的簡逸靈動的體貌，被譽稱院體第一手、行家第一人，成浙派之開山鼻祖，為一代宗師，以《南屏雅集圖卷》、《溪橋策蹇圖》、《長松五鹿圖》、《春遊晚歸圖》，學貫古今、融會貫通、行利兼具，展現出濃郁的時代氣息和真摯的思想情感。

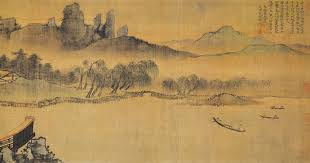
南屏雅集圖卷 绢本设色 纵33厘米 横161厘米 北京故宫博物院藏
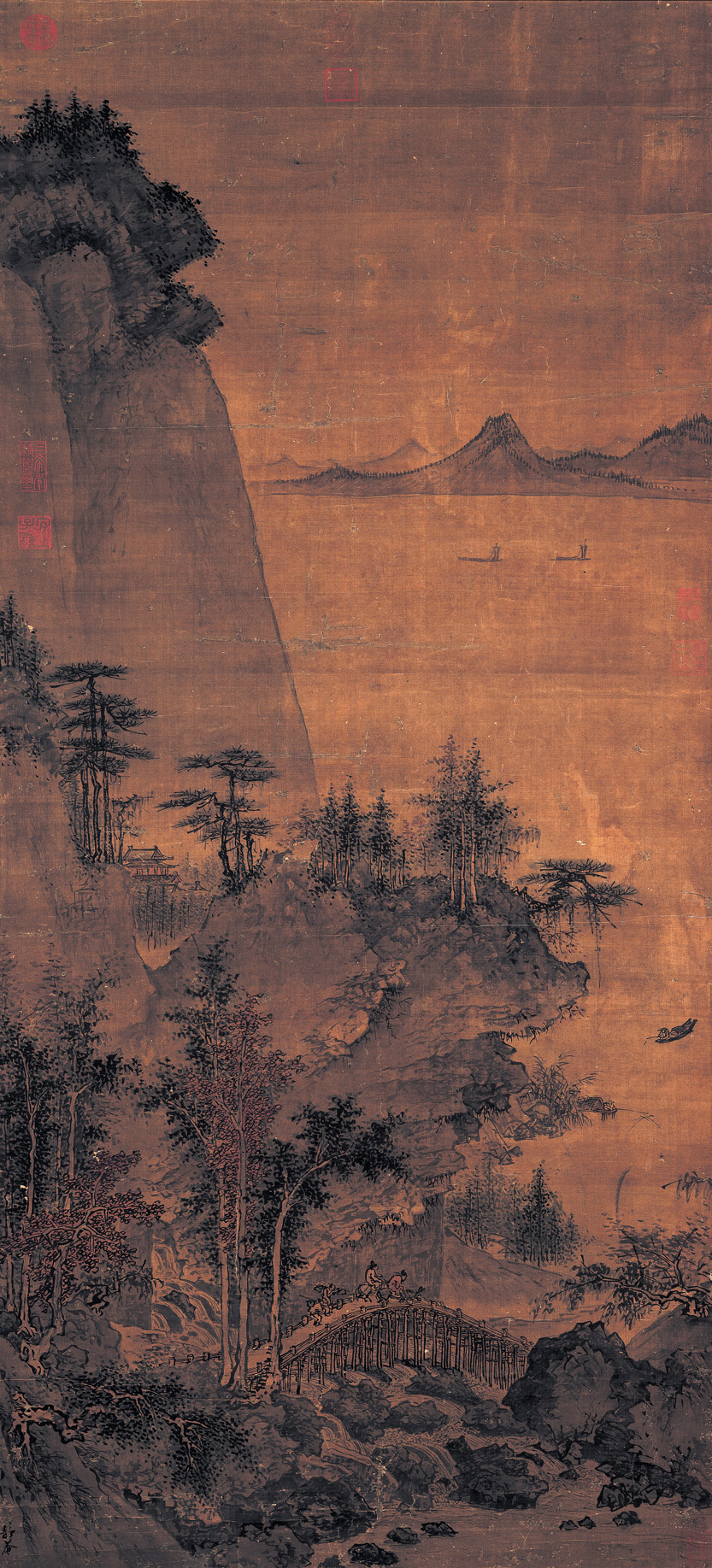
溪橋策蹇圖
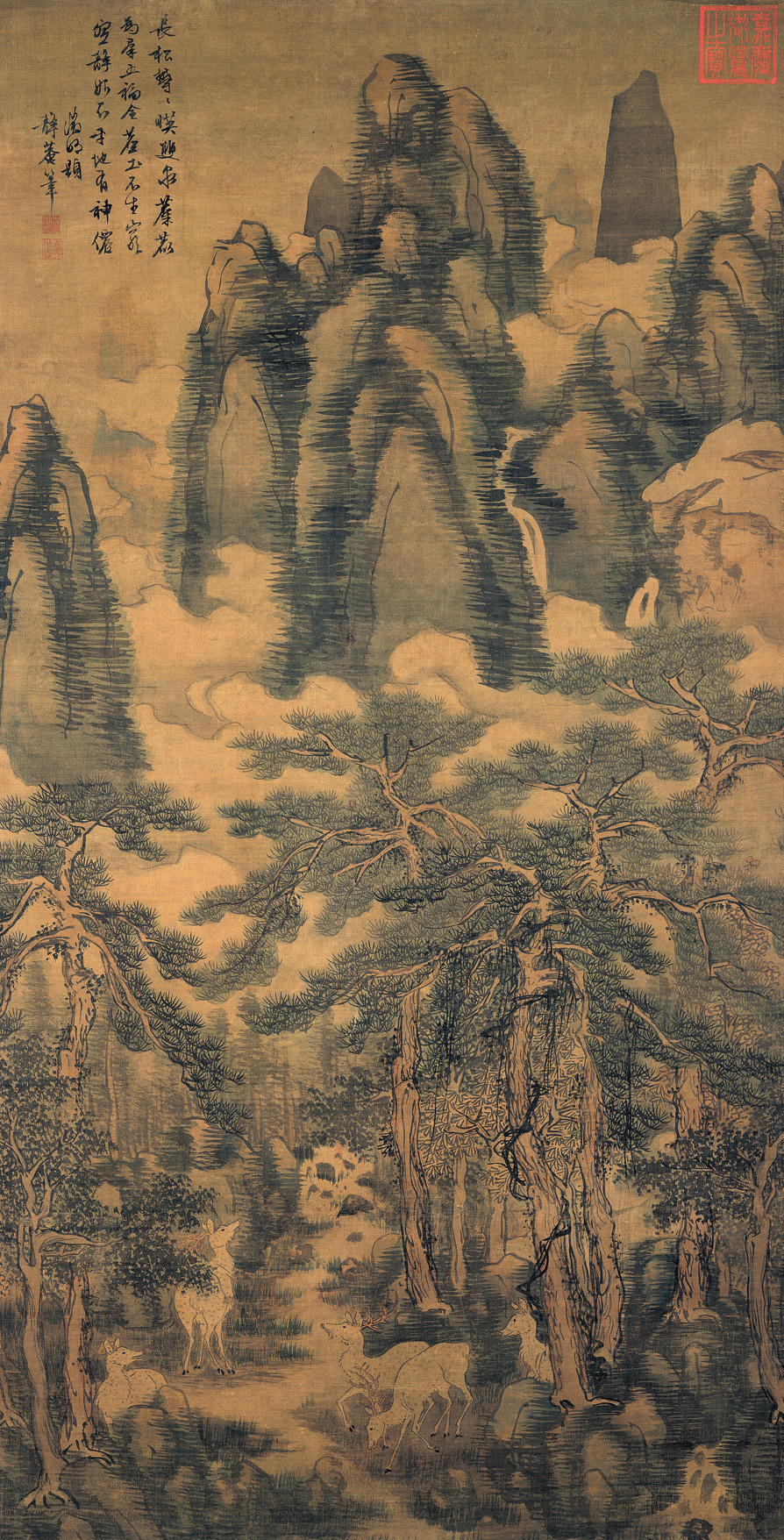
長松五鹿圖，台北國立故宮博物院藏
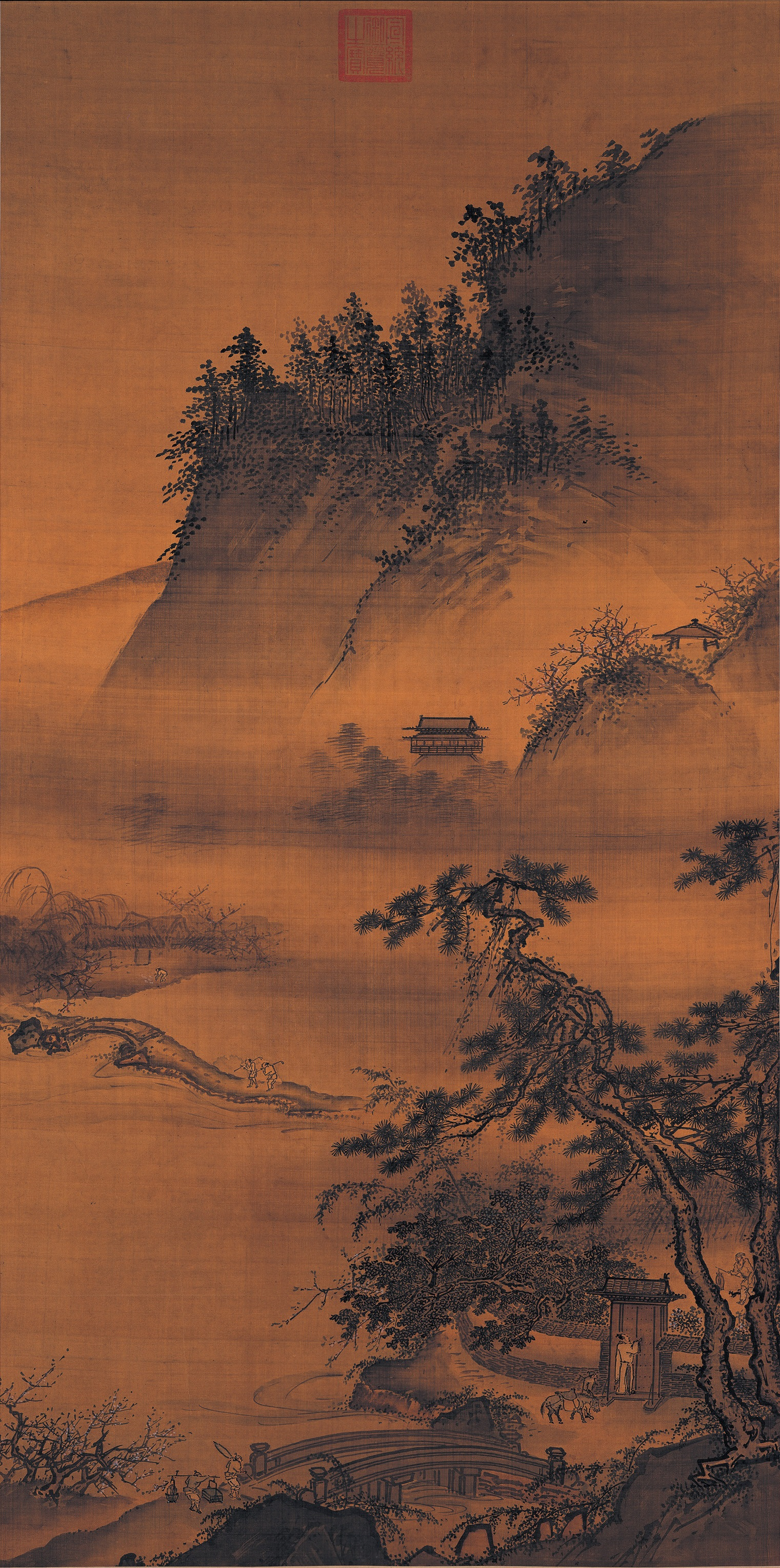
春遊晚歸圖，絹本設色 縱167.9厘米 橫83.1厘米 台北國立故宮博物院藏

### 浙派的興盛與衰退期（明初）
- 吳偉──江夏畫派（因吳偉為江夏人）

浙派的興盛，主要的推動力，為以吳偉（1459～1508）為首的江夏派的崛起與傳播，也因後續明中期憲宗與孝宗創造相對寬鬆的人文環境，不僅促進了繪畫多樣性的發展，吳偉的畫風在繼承戴進畫風的基礎上，彰顯出更為雄強狂放、倔豪不羈，使得浙派的繪畫發展達到了鼎盛時期。

吳偉的藝術創作與戴進相比，吳偉比戴進顯得更恃才負氣，狂放不羈，畫風上顯得粗簡率意、猶勁放逸，後被譽為畫狀元、國朝畫者之冠，成為浙派的中堅人物。其藝術創作與生平遭遇也密切相關，早期從少年起流寓金陵，主要師學戴進畫法，且其父為舉人，受父學養薰陶，酷愛繪畫，然家道中落，流落他鄉。幸被湖廣左布政使--錢昕收養，讓其作畫，爾後想以畫謀求前程，到南京逕自上門謁見太傅成國公朱儀，朱儀見後讚賞吳偉，將其收為門下客，將吳偉稱為小仙，這些都為他日後飲譽畫壇奠定了基礎。在吳偉早期，繪畫風格顯得較為拘謹工致，但仍呈現勁健精簡、奔放迅捷的風韻，以《灞橋風雪圖 》、《鐵笛圖卷》，明顯存有戴進秀麗謹嚴的筆意。

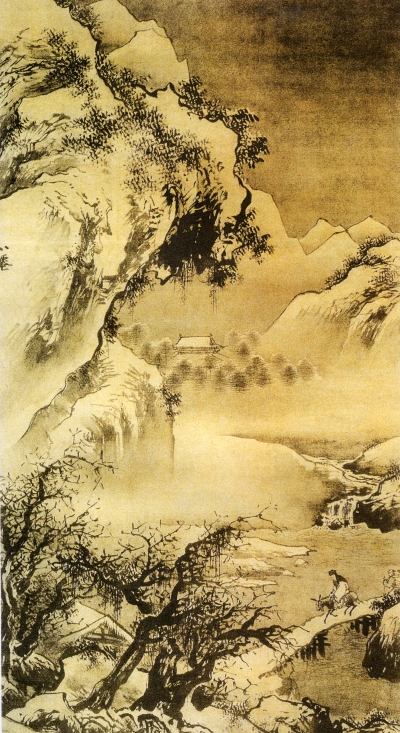
灞橋風雪圖

中期創作，除承襲戴進畫風外，也師承馬遠、夏圭諸法，以寫意為主，同時仿學李公麟、顧愷之等白描人物繪畫，並兼學梁楷、吳道子、劉松年等諸家，畫面更加放逸粗簡、宏闊勁健，而此時的吳偉在京城聲名頗盛，後被召入宮中，但由於其生性桀驁不馴、又不習慣於宮中生活，更看不慣阿諛奉承、趨炎附勢的上層社會，於是辭去畫院之職，使之思想發生了極大的變化，一反少年時立志追求名利、出人頭地的思想，性格更加狂放不桀、縱情享樂，也與當時時風朱門酒醉相關，此時很少做畫，以《北海真人像》、《雪江捕魚圖》、《歌舞圖》，反映到作者心靈寫照與觀察生活的真切情感。
到了晚期，受孝宗登位後，復召入京，逾兩年放歸南京，此時吳偉集眾家之長，以繁複多變、恣意放逸的大寫意法，形成了高逸自放、粗獷率達的風韻，呈現行家高超技法與利家寫意畫法為一體的自家特色，為浙派藝術創作的另一高峰，創造性地發展了浙派的畫法。以《踏雪尋梅圖》、《酒醉圖》、《寒山積雪圖》、《江山漁樂圖》，隨心所欲似漫不經心，然確力顯動感與氣勢。

    
吳偉去世後，浙派的影響仍延續一段時間，畫家如蔣嵩、汪肇、李著等人，然而終因浙派後期畫家的陳陳相襲，程式化畫風過於草率，一味強調霸悍刻露的畫風，而江蘇蘇州地區地區為主的吳派也趁勢逐漸興起，終而逐漸衰退。

### 浙派的轉化期（明末）
- 藍瑛──武林畫派（因藍瑛為錢塘人，而錢塘舊稱為武林）

明代末年的藍瑛（1585～1664），出身為畫工，然文人畫家們不太賞識 ，浙派畫家又無能繼承他的藝術創新，為此畫論家往往以堅持門戶宗派之見，將他排斥在正統畫派之外，畫史上的評論不一，狂態邪學更是在藍瑛之前就 已出現，因此為了重新探討浙派風格的承繼，則不宜再依循成於藍瑛之說，應從 明清畫論中找尋戴進、吳偉傳派畫家，乃至於張路、蔣嵩傳派畫家，至少能夠確 認這些畫家是後繼有人的，只是發展得不理想罷了。
而歷代史論家多將戴進、吳偉、藍瑛定為浙派三大巨匠，又有以藍瑛為浙派殿軍之說，根源多以依據地域門戶之見，並沒有從個人畫風及師承關係上加以深入分析。藍瑛在明末清初時影響很大，在吳派風行之時，自立門戶，並與松江派相抗衡。

    
藍瑛的繪畫創作，從早期師學南宋院體寫實一路的風格，後遍學宋元諸家，仰慕文人畫的傳統，欲想擺脫浙地畫風與職業畫家低賤的身分，追摹黃公望等人畫法，其創作也深受江南山水實景寫生的影響，其融會而創雅奇蒼健、氣象偉岸的山水畫風，作品有:《江皋暮雪圖》、《白雲紅樹圖》、《古木文禽圖》、《雲壑秋林圖》、《山溪垂釣圖》等，因藍瑛主要師學山水，故其花鳥、人物有山水的筆法，更顯得勁健而爽利、蒼勁而韻麗。他的山水，是整個中國山水畫發展所不曾有的，堪稱晚明山水畫一大師而無愧。

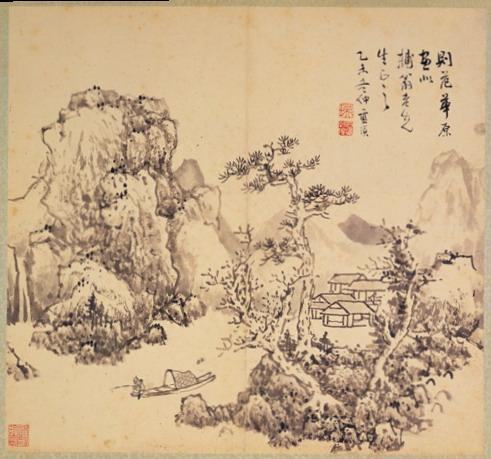
本幅 31.4x33.8公分、全幅 72.1x44公分

### 後期發展：狂邪
歷來畫史對於浙派中晚期的評價，多受晚明文人畫家和南北分宗論的影響， 向有「狂態邪學」的惡評。沈顥以董其昌的南北分宗論為基礎， 首度將浙派畫家列入「北宗」之脈並批評之；高濂（約 1537～1604）則為鑑賞品 味建立標準，首次提出「狂態」、「邪學」。畫史評論和鑑賞品味，共同造成了浙派聲勢下滑。
從引用文獻發現，直至吳偉在南京大鳴大放之時，「浙派」之名仍未出現，而關於風格傳承也只見：

小以其原出於文進，筆法更逸，重巒疊障，非其所長，片石一樹，粗且簡者，在文進之上。

以及：

畫學戴文進，而自變為法，譬諸公孫大娘舞劍器，渾脫瀏漓， 頒挫獨出，雖不可範以飿驅，要自不妨痛快。

至此，可見浙派的開端自始便來自後世畫評家的歸納命名，且畫家之間大多 不具直接師承或直接交往的關係，至少存世的文獻並不多見，與當時蘇州文人畫 派呈現兩種截然不同的活動模式，這些都是值得注意的特點，可能是造成浙派在明中葉以後被賦以負面評價的原因。
畫史文獻中，常見群稱鄭顛仙、張復陽、鍾欽禮、蔣三松、張平山、汪海雲 等人為「畫家邪學」。程君顒研究晚明畫論所見的浙派，認為浙派邪學的概念間接來自明人何良俊（1506～1573於《四友齋畫論》中首創的「正脈」之說，程氏認為正脈的提出暗示了「不正」的價值判斷。兩者相互影響之下，呈現的是所謂主流或強勢的時代品味，而此種單一性， 卻很容易令人忽視不在鑑賞標準內的優秀畫家，即使偶爾會有些較正面的評價， 然而畢竟還是很難抵擋主流品味的洪流。
在吳偉去世的半個世紀後，浙派開始面臨蘇州地區吳派文人畫家的強勢競爭，蘇州文人在文化、藝術方面逐漸掌握優勢和領導權。十七世紀的文人藝術家，將幾位重要的浙江畫派畫家張路、汪肇、蔣嵩等、都歸入「狂態」、「邪學」的行列。受到這種藝評的影響，藝術市場和觀眾的品味逐漸產生變化，吳派繪畫相較於浙派畫家的作品更受到大眾的青睞。從十六世紀末到十七世紀，浙派已經失去它在畫壇的影響力，從藝術的主流變成潛流。但在十五和十六世紀時，透過使臣、畫家之間的往來，或海陸的貿易交流，日、韓兩地的畫家與明代浙派接軌，直接受到衝激與影響。浙派繪畫與異國文化藝術相融合的結果，不但得以延續其生命力，並讓其藝術表現和內涵更加豐富，展現多采多姿的面貌。

## 浙派與吳派
在浙派發展到狂邪之際，於明代中後期新興了另一個畫派—吳派。
早在明代初期，江蘇這一帶已有一群畫家，大都擅長詩文，有較高的文學素養，創作維以筆墨情趣為主的文人畫。然而，當時社會普遍盛行別具一格的浙派，故未引起廣泛注意。直到明代中後期，才逐漸形成一個派別，並取代浙派成為繪畫主流。
吳派又稱為「吳門」，代表人物有開宗始祖—沈周，以及文徵明等人。他們同時具有文士的身分，承襲元代文人畫的風格。創作題材與浙派類似，以山水、花鳥、人物為主，但在畫風上則較浙派具有士氣，含蓄內斂，構圖平實，筆墨溫文雅逸，造型也更為準確。吳派的興盛，既重新振興了文人畫，亦規範了浙派末期技法流於粗陋之習，推動了明代繪畫的深入發展。
吳派在明代晚期，技法上流於空洞，過分注重筆墨的堆疊而失去神韻，徒具形式而不見文人畫的精神及旨趣。啟發了另一批改革之士，如董其昌等人，形成不同地區派別之間的典範轉移，誕生新的主流。
|          | 浙派                                 | 吳派                                         |
| -------- | ------------------------------------ | -------------------------------------------- |
| 崛起     | 明代初期                             | 明代中後期                                   |
| 地域     | 浙江                                 | 江蘇                                         |
| 代表人物 | 浙派三大家：戴進（始祖）、吳偉、藍瑛 | 吳門四大家：沈周（始祖）、文徵明、唐寅、仇英 |
| 出身     | 宮廷畫家或在野職業畫家               | 畫家兼文士                                   |
| 題材     | 山水畫、花鳥畫、人物畫               | 山水畫、花鳥畫、人物畫                       |
| 承襲     | 南宋院體                             | 元代文人畫                                   |
| 畫風     | 飛舞放肆 筆墨粗獷奔放、造型較為誇張  | 含蓄內斂 筆墨溫文雅逸、造型較為準確          |

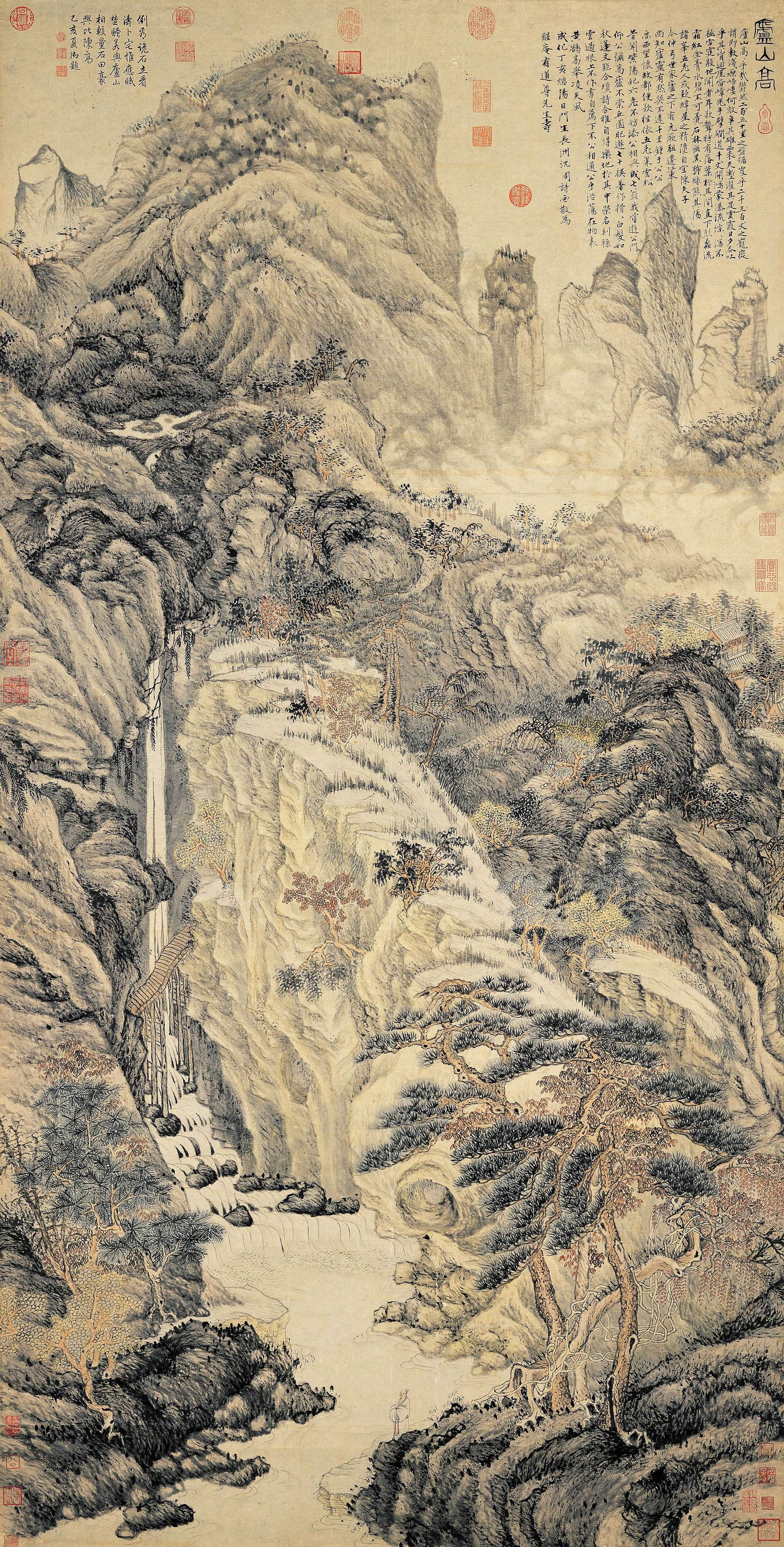
吳派山水-- 沈周《廬山高圖》
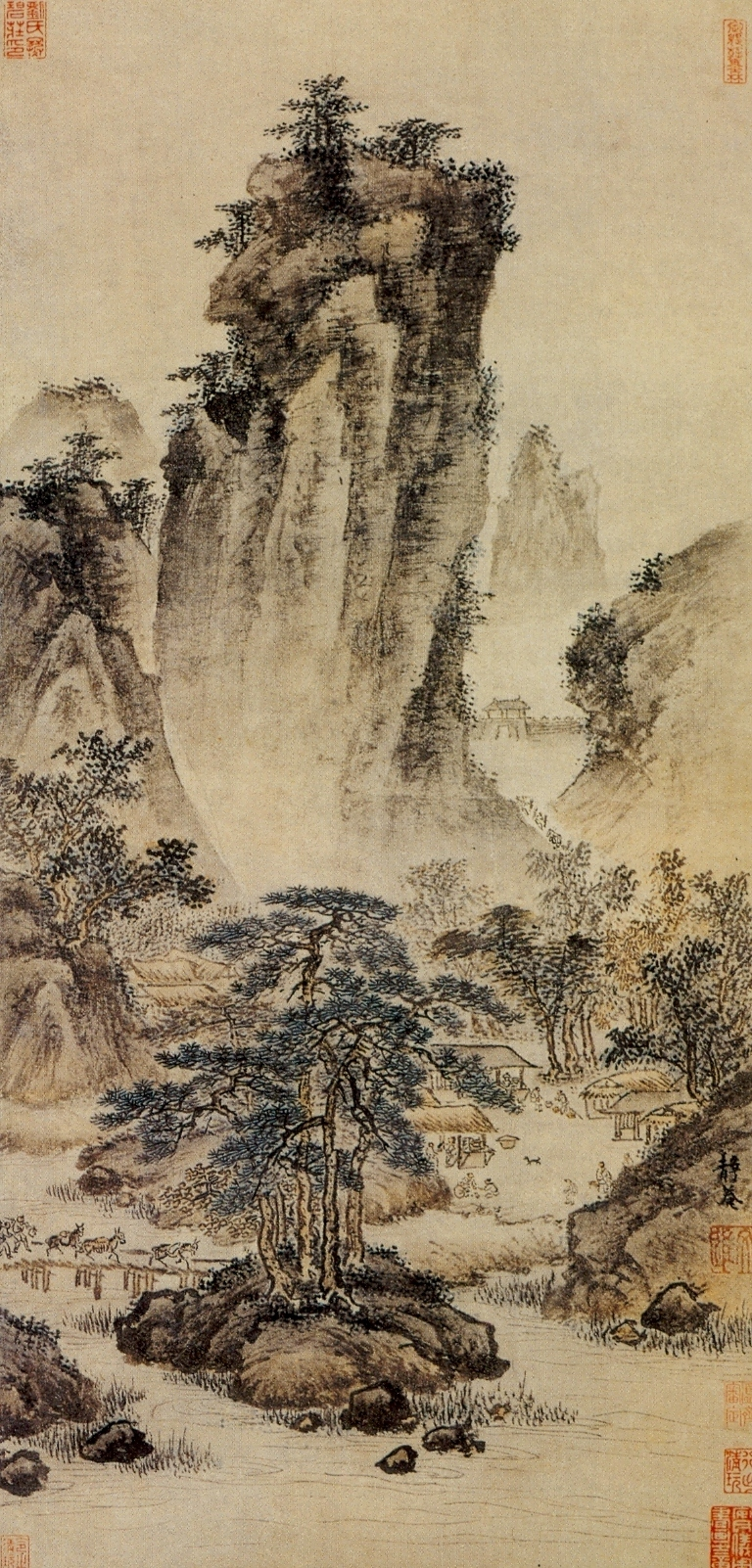
浙派山水-- 戴進《關山行旅圖》
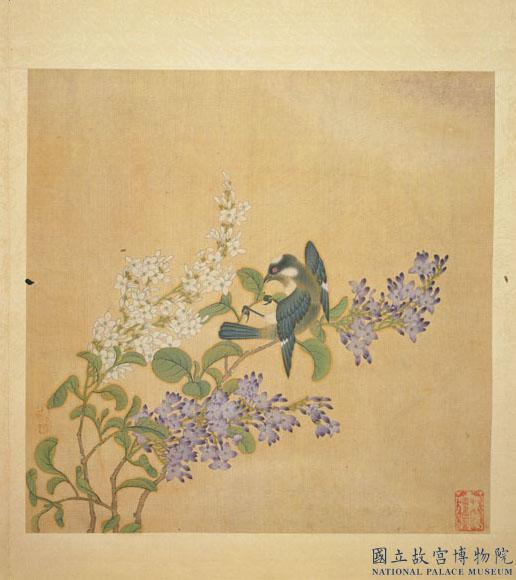
吳派花鳥-- 仇英《紫薇白頭翁》
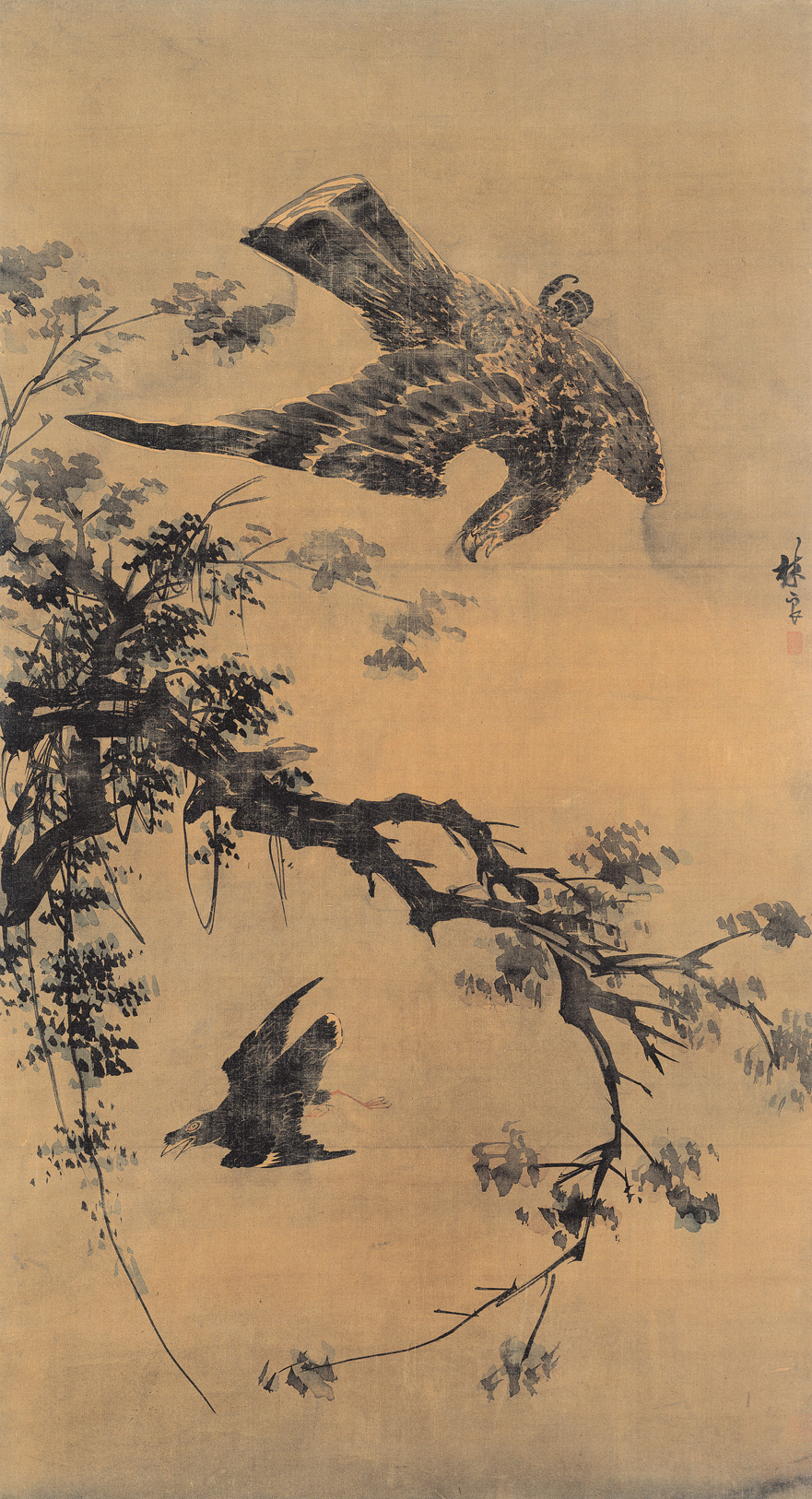
浙派花鳥-- 林良《秋鷹》

## 地位及影響
浙派對宋元文人畫的回歸，以及新文人畫流派的興盛頗具貢獻。不僅延續傳統，亦隨著時代的遞進融入創新的元素。浙派對於筆墨的理解具有深度，使用十分細緻講究，且功力突出，對於曾待過浙江並接受浙派薰陶的中國近代大畫家有深遠的影響，諸如李可染、林風眠、顏文樑、朱士傑等人。此外，不同於南宋傳統宮廷畫作，浙派繪畫注重題材的生活意義，深入民間，也正因如此，浙派帶動了一股新的審美情趣，深受收藏家喜愛，頗具市場價值及商業利益。
浙派可以說是中國繪畫史上，影響最深遠、最具國際化的一股力量。除了在明代蔚為一股風氣，促成文人畫的百家爭鳴，其畫風亦傳至日本、韓國、台灣等周邊國家，經過當地畫畫融合在地元素的再創新，又使得浙派的內涵變得更為豐富。例如，浙派在日本的室町時代，融合了禪宗的元素；在韓國的朝鮮時代，轉變為更具文人畫的風格，較為簡約，流行時間也較長；在台灣的國民政府遷台初期，浙派成了當時主要的國畫繪畫教育，而台灣廟宇中的壁畫，也多受浙派畫風的影響。